# Chariot d'écoute
 (juillet 2025).
Si vous disposez d'ouvrages ou d'articles de référence ou si vous connaissez des sites web de qualité traitant du thème abordé ici, merci de compléter l'article en donnant les références utiles à sa vérifiabilité et en les liant à la section « Notes et références ».

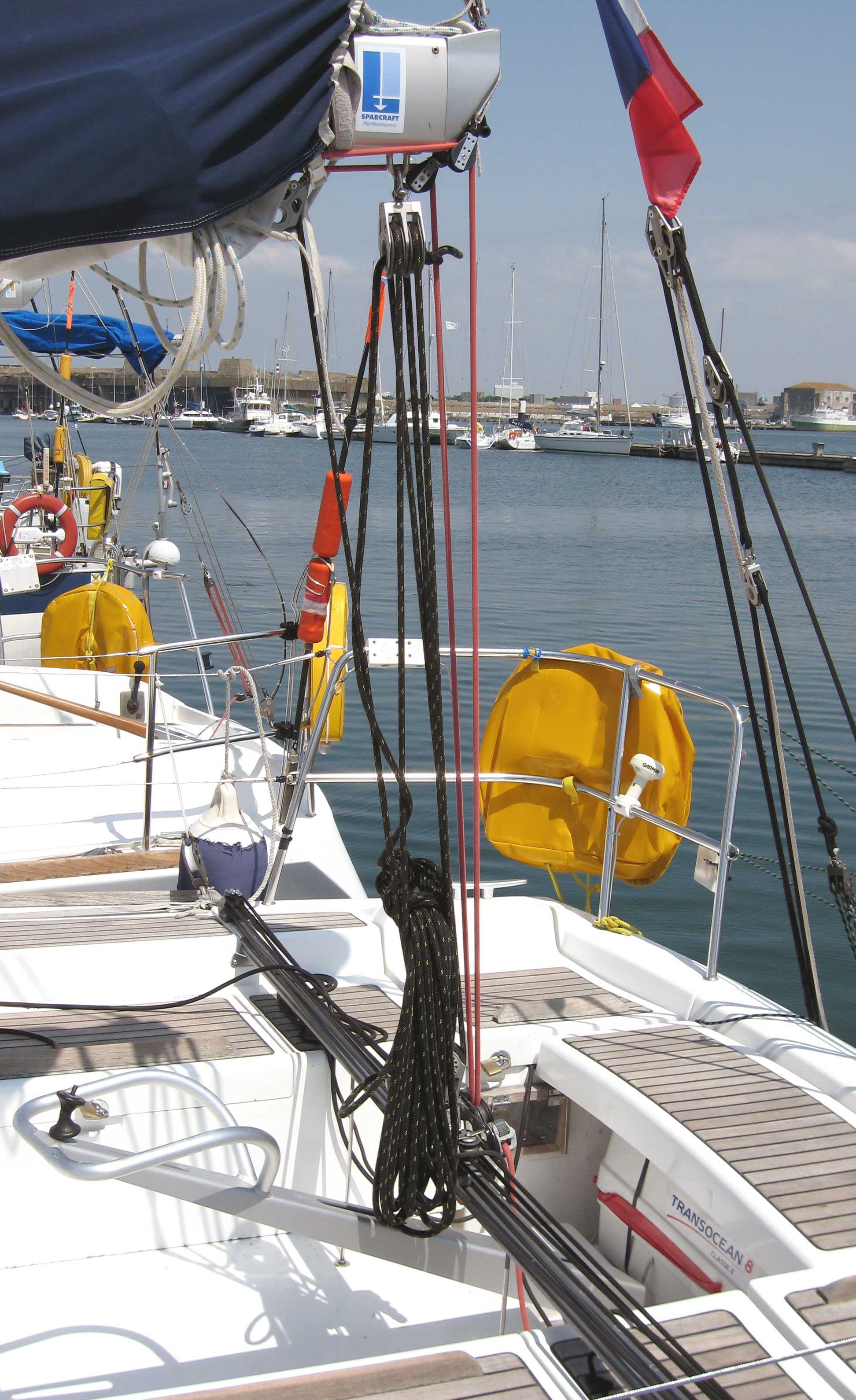
Chariot d'écoute de grand-voile avec son rail en travers du cockpit

Sur un voilier, le chariot d'écoute est une pièce d'accastillage qui contribue au réglage des voiles d'avant et de la grand-voile.

## Description
Le chariot d'écoute de grand-voile coulisse sur une barre d'écoute placée en travers du cockpit. L'écoute de grand-voile est frappée sur ce chariot via une poulie. Le déplacement du chariot, donc du point de tire de la grand-voile, permet de modifier l'équilibre du bateau (gite, ardeur).
Il permet aussi d'aplatir ou de creuser la grand-voile selon l'allure et la force du vent. Il peut être courbe, comme sur les 60 pieds IMOCA, afin de permettre un meilleur coulissement, ou bien de déplacer le point de tire vers l'avant.
Il permet aussi de jouer sur le "vrillage" de la voile, en tendant plus ou moins la chute de la grand-voile (correspondant au bord de fuite d'une aile d'avion) en fonction notamment de la force du vent. Sur les voiliers légers (dériveurs) ce rôle est souvent tenu par une autre manœuvre (le halebas de bôme) ce qui permet de dégager le cockpit de l'encombrant rail d'écoute.
Le chariot d'écoute de foc coulisse sur une barre d'écoute placée sur le pont parallèlement à l'axe du bateau. Il y a un chariot d'écoute avec sa barre d'écoute de chaque côté du bateau. Le chariot d'écoute est réglé de manière à placer de façon optimale le creux de la voile : ce réglage est fait en fonction de la taille de la voile d'avant, et aussi en fonction de l'allure et la force du vent. Au près le chariot est généralement reculé alors qu'aux allures portantes il est avancé.

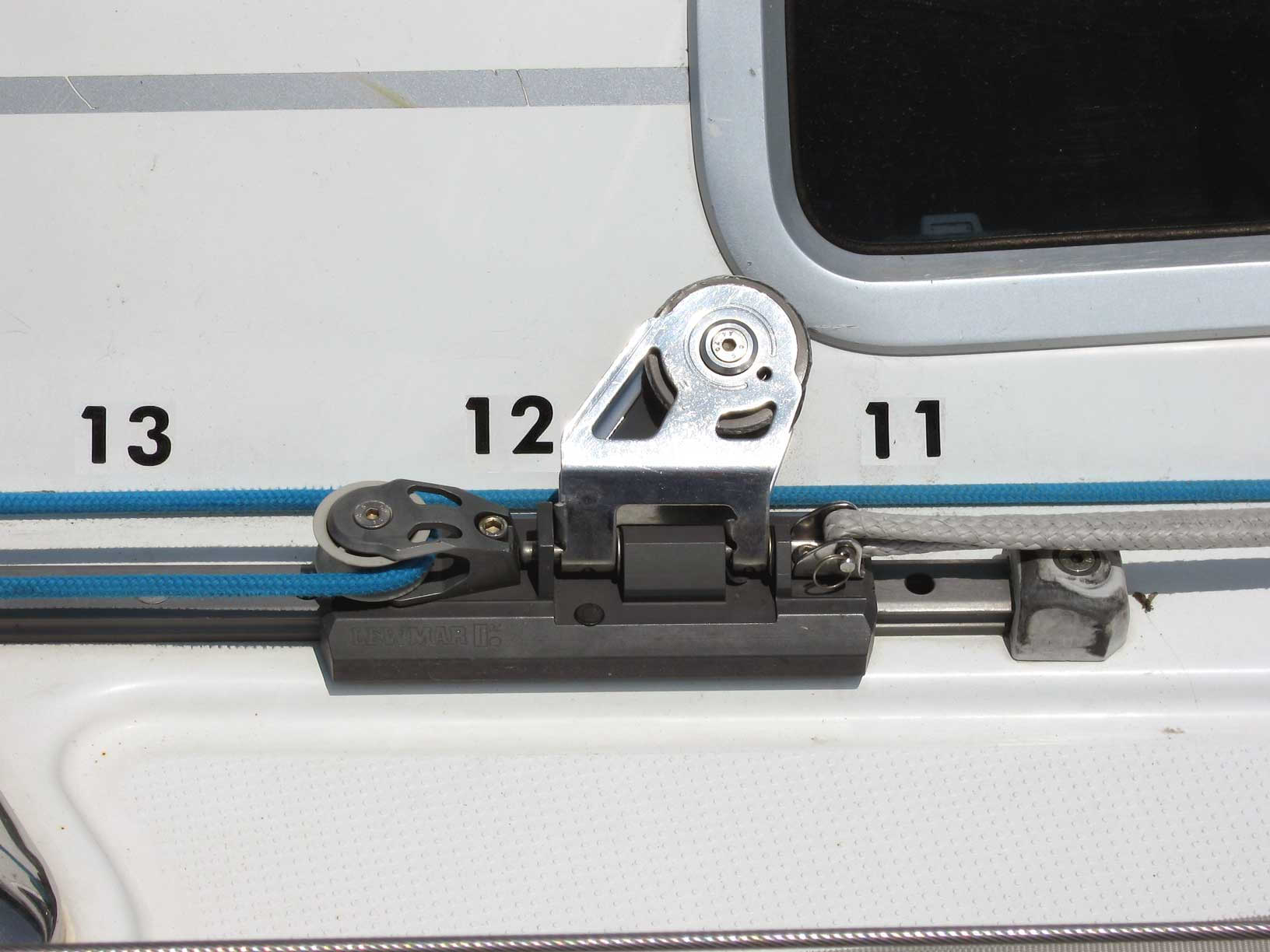
Chariot d'écoute de foc. Les chiffres sont des repères pour les réglages